# Eleonora von Zimmern

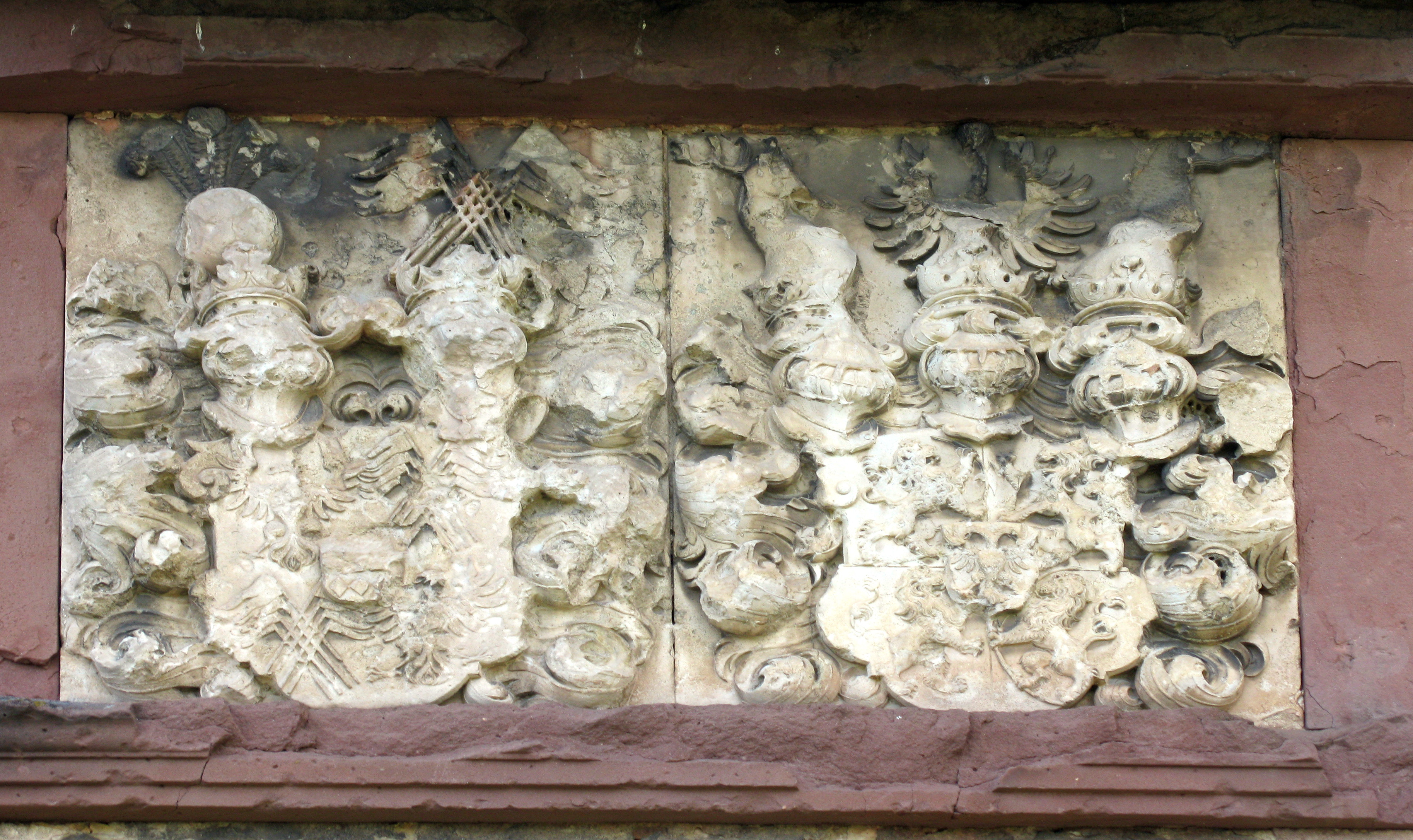
Schlossruine Burkheim, Allianzwappen derer von Schwendi und Zimmern

Eleonora von Zimmern (* 22. August 1554 in Meßkirch; † 23. August 1606) war Tochter des Chronisten Froben von Zimmern, Ehefrau des Lazarus von Schwendi und des Schenken Johann III. von Limpurg.

## Leben und Bedeutung

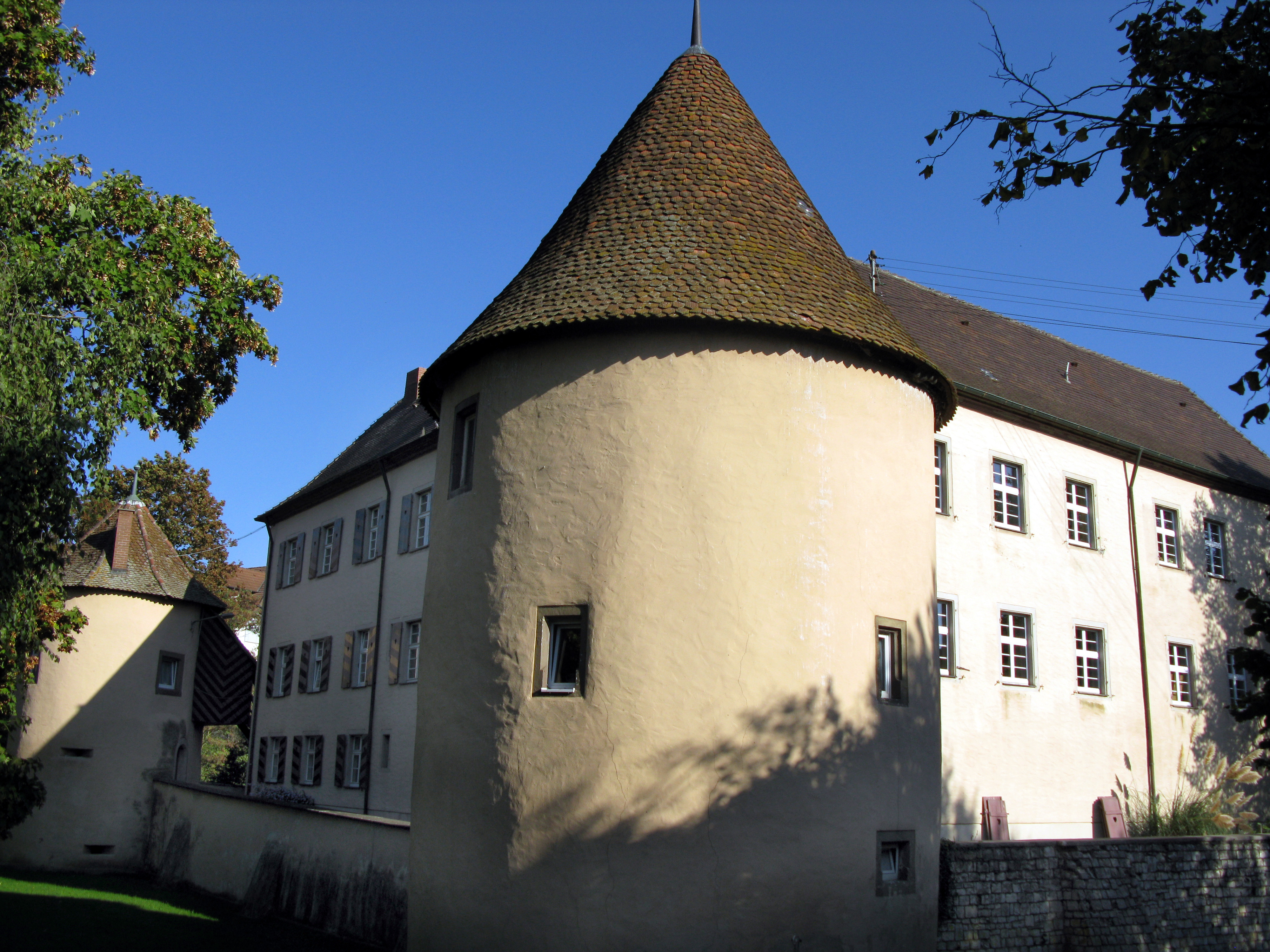
Wasserschloss Kirchhofen

Eleonora wurde 1554 zur Sorge des Chronisten mit einem großen Muttermal geboren. Trotzdem verband sie sich 1573 in erster Ehe mit dem für seine religiöse Toleranz bekannten Diplomaten, Staatsmann, kaiserlichen Feldhauptmann und General Lazarus von Schwendi. Mit ihm lebte sie zunächst auf Schloss Burkheim, später zog sie mit dem Gichtgeplagten nach Kirchhofen am Kaiserstuhl. Der katholische Ehemann tolerierte Eleonoras Glauben. Sie besuchte die evangelische Kirche Bischoffingen, wo sie – so die Literatur – nach dem Ableben des Vaters einen eigenen Stuhl mit Wappen erhielt. Nach dem Tod ihres ersten Mannes heiratete sie – gegen den Einwand ihres Bruders Wilhelm von Zimmern, sie möge einen katholischen Ehemann wählen – 1586 in zweiter Ehe den Protestanten Johann III. Schenk von Limpurg, dem sie in der Schlosskirche Schmiedelfeld 1594/95 eine Grablege errichtete. Im Auftrag des Schenken und seiner Frau erstellte der Nürnberger Bildhauer Hans Werner  1603 ein prunkvolles Epitaph, von dem heute nur  noch die lebensgroßen Kalksteinfiguren des Stifterpaars und Säulen des Epitaphs vorhanden sind. Vor ihm befand sich die Grablege des Schenkenpaars. Eleonora blieb kinderlos.
Eleonora vollzog den konfessionellen Bruch in der Familie.